# Prezzo d'esercizio
Il prezzo d'esercizio (in inglese "strike price") è una variabile chiave che caratterizza uno strumento derivato. Laddove il contratto richiede la consegna a scadenza del titolo sottostante, lo scambio avverrà al prezzo d'esercizio, a prescindere dal prezzo spot (prezzo di mercato) del sottostante stesso alla scadenza. Laddove la conclusione del contratto prevede uno scambio di flussi finanziari, la differenza tra prezzo d'esercizio e prezzo spot determina il valore (moneyness) del contratto.
Un'opzione call ha valore monetario positivo se il sottostante ha un prezzo spot {\displaystyle \ S} superiore al prezzo d'esercizio {\displaystyle \ K} (in quel caso l'opzione si dice in-the-money; in caso contrario essa è out-of-the-money); dal momento che solamente in tal caso l'opzione sarà esercitata, il valore dell'opzione a scadenza è dato da:
{\displaystyle \ C=\max(S-K,0)=(S-K)^{+}}
Analogamente, un'opzione put ha valore monetario positivo se e solo se il prezzo del sottostante è minore del prezzo d'esercizio, così che il suo valore a scadenza risulta pari a:
{\displaystyle \ P=\max(K-S,0)=(K-S)^{+}}